# Ácido aristolóquico

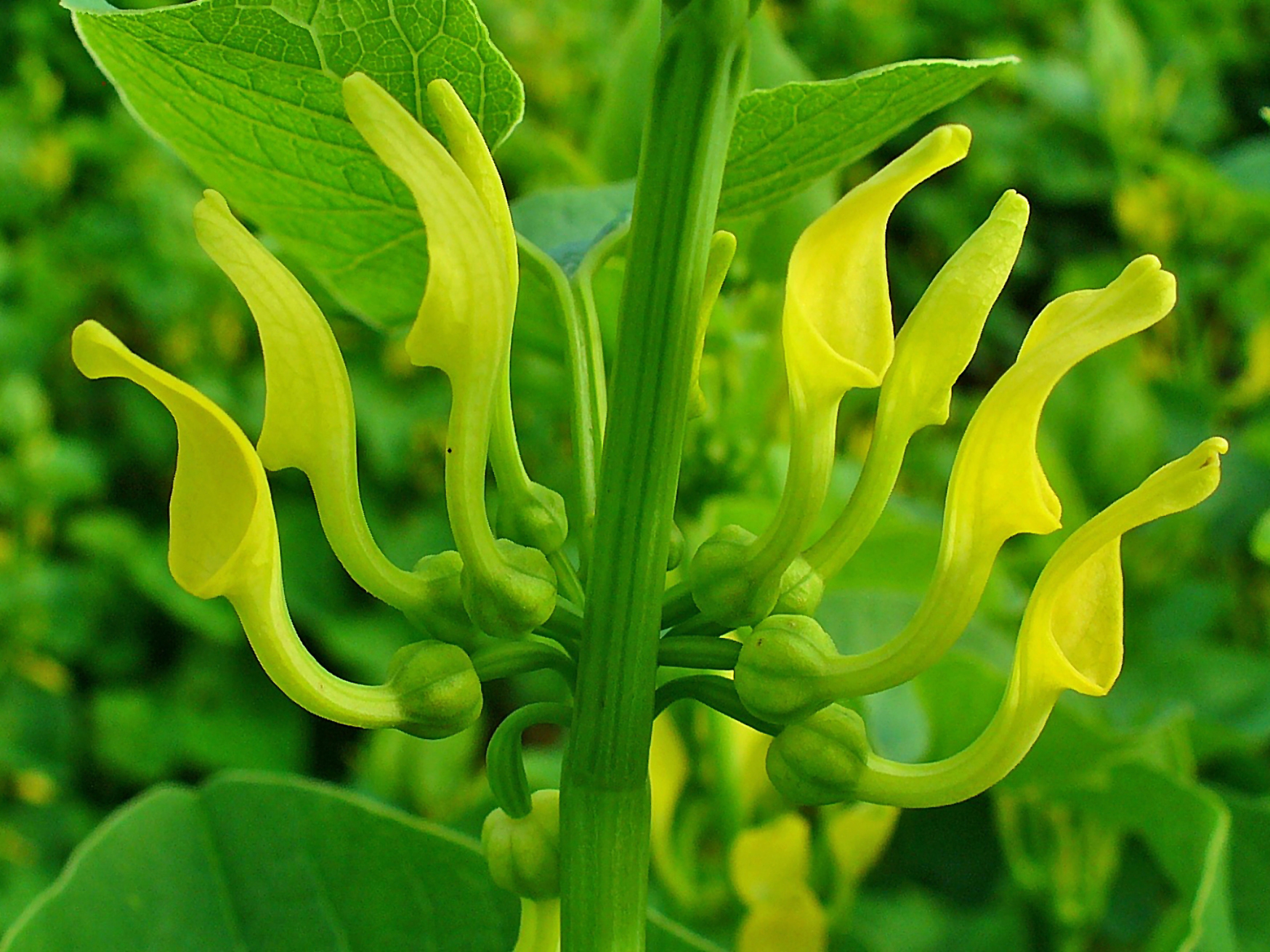
Aristolochia clematitis, a planta responsável pela nefropatia endémica dos Balcãs

Ácido aristolóquico é um composto de origem fitoquímica, parte de uma numerosa família de substâncias cancerígenas, mutagénicas e nefrotóxicas conhecidas por ácidos aristolóquicos ou aristoloquinas que se encontram habitualmente na família de plantas com flor Aristolochiaceae. O ácido aristolóquico (AA) I é o mais abundante desses compostos. A família Aristolochiaceae inclui os géneros Aristolochia e Asarum (gengibre-selvagem), que são vulgarmente utilizados na medicina herbal chinesa. A aristoloquina é um derivado de alcaloides do tipo aporfina, sendo nefrotóxica e carcinogénica. A sua ingestão tem sido associada a um quadro clínico caracterizado por fibrose intersticial renal rapidamente progressiva que conduz a insuficiência renal crónica, juntamente com o desenvolvimento de tumores uroteliais do trato urinário superior. Embora estes compostos estejam amplamente associados a problemas renais, cancros do fígado e cancros uroteliais, a utilização de plantas que contêm ácidos aristolóquicos para fins medicinais tem uma longa história, tendo as autoridades de saúde de diversos países emitido sérias advertências relativamente ao consumo de suplementos contendo essas substâncias.

## Descrição

### Composição e estrutura
Os ácidos aristolóquicos são um conjunto de vários compostos derivados da mesma estrutura básica. Os três grupos de substituição (R1, R2 e R3) podem ser hidrogénio, hidroxi ou grupos metoxi. O representante mais importante é o ácido aristolóquico I.
| Ácidos aristolóquicos   |                                    |                        |                        |                         |                         |                        |                        |                |
| Nome                    | Ácido aristolóquico I              | Ácido aristolóquico Ia | Ácido aristolóquico II | Ácido aristolóquico III | Ácido aristolóquico IVa | Ácido aristolóquico IV | Ácido aristolóquico E  |                |
| Outros nomes            | Ácido aristolóquico A              |                        | Ácido aristolóquico B  | Ácido aristolóquico C   | Ácido aristolóquico D   |                        |                        |                |
| Fórmula estrutural      | Estrutura base                     | Estrutura base         | Estrutura base         | Estrutura base          | Estrutura base          | Estrutura base         | Estrutura base         | Estrutura base |
| R1                      | –H                                 | –H                     | –H                     | –OH                     | –OH                     | –OCH3                  | –H                     |                |
| R2                      | –H                                 | –H                     | –H                     | –H                      | –H                      | –H                     | –OCH3                  |                |
| R3                      | –OCH3                              | –OH                    | –H                     | –H                      | –OCH3                   | –OCH3                  | –OH                    |                |
| Número CAS              | 313-67-7Q21099362--                | 38965-71-8Q83064914--  | 475-80-9Q2548975--     | 4849-90-5Q72443766--    | 17413-38-6Q83039509--   | 15918-62-4Q83035782--  | 107259-48-3Q83013425-- |                |
| PubChem                 | CID 2236 de PubChem                | CID 148297 de PubChem  | CID 108168 de PubChem  | CID 165274 de PubChem   | CID 161218 de PubChem   | CID 167493 de PubChem  | CID 147113 de PubChem  |                |
| Fórmula                 | C17H11NO7                          | C16H9NO7               | C16H9NO6               | C16H9NO7                | C17H11NO8               | C18H13NO8              | C17H11NO8              |                |
| Massa molar             | 341,27 g·mol−1                     | 327,25 g·mol−1         | 311,25 g·mol−1         | 327,25 g·mol−1          | 357,27 g·mol−1          | 371,30 g·mol−1         | 357,27 g·mol−1         |                |
| Estado de agregação     | sólido                             | sólido                 | sólido                 | sólido                  | sólido                  | sólido                 | sólido                 |                |
| Breve descrição         | Pó amarelo                         |                        |                        |                         |                         |                        |                        |                |
| Ponto de fusão          | 269–270 °C                         |                        |                        |                         |                         |                        |                        |                |
| Solubilidade            | Solúvel em DMSO e etanol           |                        |                        |                         |                         |                        |                        |                |
| GHS- Rotulagem          | Predefinição:GHS-PiktogrammePerigo |                        |                        |                         |                         |                        |                        |                |
| Frases H e P            | Predefinição:H-Sätze               |                        |                        |                         |                         |                        |                        |                |
| Frases H e P            | Predefinição:EUH-Sätze             |                        |                        |                         |                         |                        |                        |                |
| Frases H e P            | Predefinição:P-Sätze               |                        |                        |                         |                         |                        |                        |                |
| Informação toxicológica | Predefinição:ToxDaten              | Predefinição:ToxDaten  | Predefinição:ToxDaten  | Predefinição:ToxDaten   |                         |                        |                        |                |

### Biossíntese
O preparados à base de plantas conhecidos como ácido aristolóquico contêm uma mistura de numerosos ácidos carboxílicos nitrofenantrenos estruturalmente relacionados, geralmente constituídos por dois compostos principais: ácido aristolóquico I (AA-I) e ácido aristolóquico II (AA-II). A biossíntese destes compostos tem suscitado um interesse considerável devido, em grande parte, à inclusão nas suas estruturas de um ácido aril-carboxílico e de uma funcionalidade aril-nitro (pouco comum em produtos naturais), o que sugere uma aparente relação biogenética com os conhecidos alcaloides do grupo das aporfinas.
Além disso, esta associação sugeriu uma relação biossintética com a norlaudanosolina (tetrahidropapaverolina) ou precursores relacionados da benzilisoquinolina, que por sua vez são derivados da tirosina. Estudos de alimentação com a espécie Aristolochia sipho, realizados de forma independente, utilizando exclusivamente compostos marcados com 14C [3-14C]-tirosina, [2-14C]-dopamina e [2-14C]-di-hidroxi-fenilalanina resultaram no isolamento de [14C]-AA-I em todos os casos, que demonstrou que o alcaloide aporfínico estefanina (11) poderia ser um precursor de AA-I, uma vez que a tirosina, a L-DOPA (3) e a dopamina (4) são precursores conhecidos da norlaudanosolina: tirosina (2) é metabolizada para L-DOPA (3) que é convertida em dopamina (4) que é metabolizada em 3,4-dihidroxifenilacetaldeído (DOPAL). A ciclização destes dois compostos resulta na formação de norlaudanosolina através de uma condensação do tipo Pictet-Spengler catalisada pela norlaudanosolina sintetase.
Estudos de alimentação subsequentes que utilizaram (±)‑[4‑14C]-norlaudanosolina também resultaram na formação de AAI marcado com 14C, reforçando a tese de que a norlaudanosolina e a estefanina (11) poderiam ter um possível intermediário na biossíntese de AA-I. Estudos de degradação de isolados de AA-I marcados com 14C demonstraram que o átomo de carbono na posição C4 do anel da benziltetrahidroisoquinolina norlaudanosolina foi incorporado exclusivamente na porção de ácido carboxílico do AAI. Quando este estudo foi repetido, mas utilizando [4-14C]-tetrahidropapaverina, não foi isolado qualquer AAI marcado; esta observação estabeleceu que era necessária uma reação oxidativa de fenol para a biossíntese de AA-I a partir da norlaudanosolina, apoiando ainda mais a intermediação dos intermediários da aporfina. Resultados de uma experiência de alimentação (A. sipho) com (±)‑[3‑14C, 15N]-tirosina seguido de degradação do AA-I isolado, duplamente marcado, forneceu provas de que o grupo nitro do AA-I tem origem no grupo amino da tirosina.
A confirmação do envolvimento de intermediários de aporfina na via biogenética da norlaudanosolina para AA-I foi obtida cerca de duas décadas mais tarde através de uma série de estudos de alimentação (com Aristolochia bracteolata) utilizando vários precursores hipotéticos marcados de benziltetrahidroisoquinolina e aporfina. Experiências de alimentação com (±)‑[5’,8‑3H2; 6-metoxi‑14C]-nororientalina resultou no isolamento do AA-I duplamente marcado. A clivagem do grupo metilenodioxi com captura de formaldeído marcado com 14C confirmou que esta funcionalidade foi formada a partir do segmento "o" -metoxifenol do anel tetrahidroisoquinolina da nororientalina. O composto (±)‑[5’,8‑3H2]‑orientalina foi igualmente incorporada no AA-I. Estas observações implicaram que a aporfina prestefanina (10) seria um intermediário obrigatório na biossíntese, que envolveria a intermediação das proaporfinas orientalinona (8) e orientalinol (9) através da conhecida sequência intramolecular dienona-dienol-fenol para a transformação de benziltetrahidroisoquinolinas em aporfinas.
Foi sugerido um papel potencial para o CYP80G2, um citocromo P450 que demonstrou catalisar o acoplamento intramolecular C-C-fenol de várias benziltetrahidroisoquinolinas, nesta transformação da orientalina (7) em prestefanina (10). O composto (±)‑[aril‑3H]‑prestefanina foi incorporada no AA-I, confirmando a sua intermediação na biossíntese; e também a (±)-[aril-3H]-stefanina foi incorporada no AA-I. Esta transformação final, ou seja, a estefanina (11) em AA-I (12), envolve uma clivagem oxidativa invulgar do anel B da estrutura da aporfina para dar um ácido carboxílico fenantreno substituído com nitro. Assim, no seu conjunto, estas experiências apoiam a sequência delineada para a biossíntese do ácido aristolóquico I a partir da norlaudanosolina.[carece de fontes?]

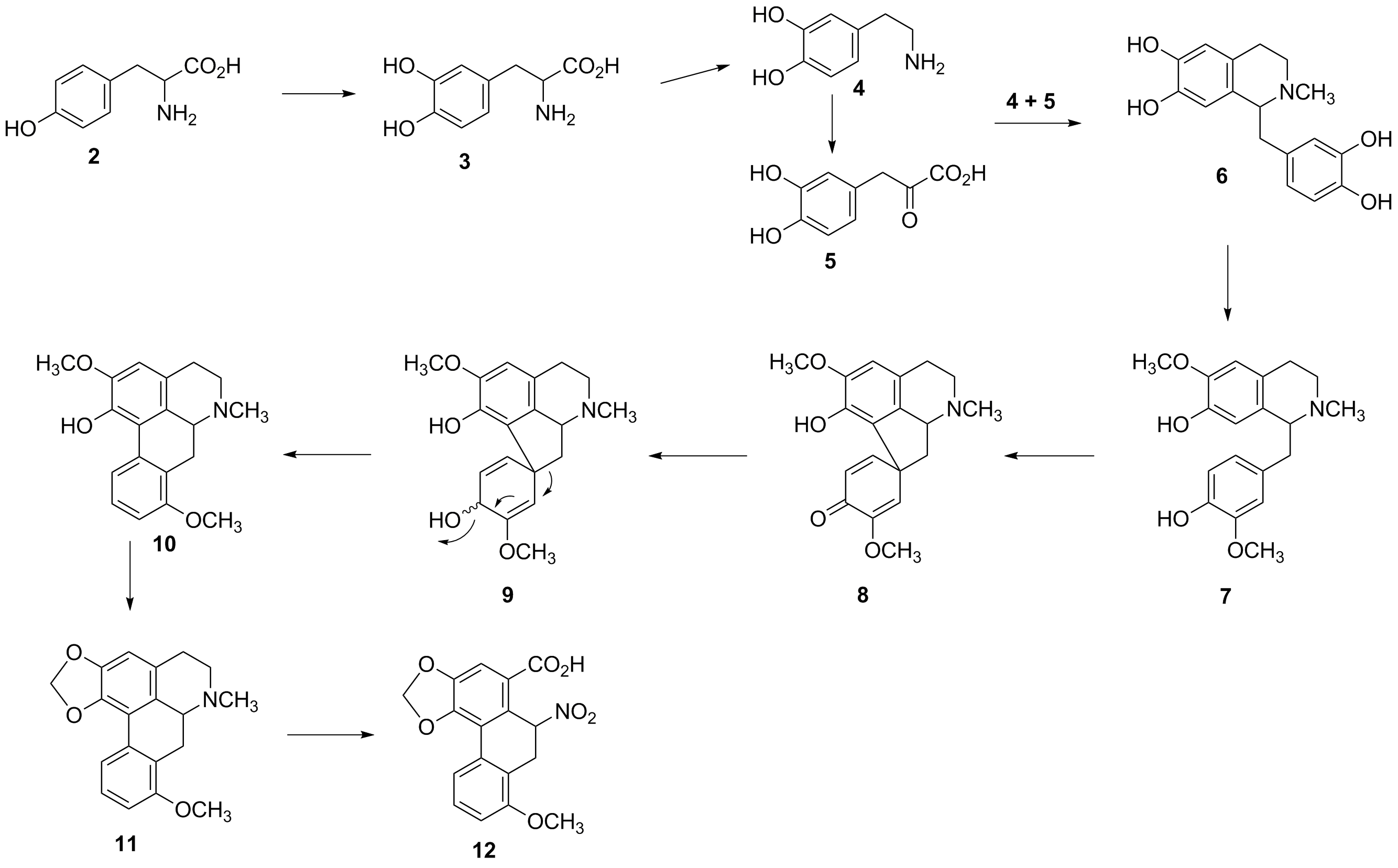
Via biossintética do ácido aristolóquico

## Usos e efeitos

### Utilizações médicas antigas
As plantas do género Aristolochia, e os ácidos aristolóquicos que contêm, eram bastante comuns nos antigos textos médicos gregos e romanos, estando o género bem estabelecido como uma erva medicinal no século V a.C. A aristolóquia aparece em textos aiurvédicos por volta de 400 d.C. e em textos chineses mais tarde, no século V. Nestes tempos antigos, era utilizada para tratar problemas renais e urinários, bem como gota, mordeduras de cobra e uma variedade de outras doenças. Era também considerado um contracetivo eficaz. Em muitos destes casos, a erva-da-índia era apenas um dos muitos ingredientes utilizados para criar pomadas ou bálsamos. No início do século I, nos textos romanos, os ácidos aristolóquicos são mencionados pela primeira vez como um componente de medicamentos frequentemente ingeridos para tratar coisas como asma, soluços, espasmos, dores e para promover a rápida expulsão do pós-parto.

### Toxicidade
O envenenamento por ácido aristolóquico foi diagnosticado pela primeira vez numa clínica em Bruxelas, na Bélgica, quando foram observados casos de nefrite que conduziram a uma rápida insuficiência renal num grupo de mulheres que tinham tomado o mesmo suplemento para emagrecer, um preparado herbal chinês de Aristolochia fangchi que continha ácido aristolóquico. Esta nefrite foi denominada nefropatia das ervas chinesas (CHN) devido à origem do suplemento para emagrecer com origem na China que continha aquela planta. Uma doença semelhante, anteriormente conhecida como nefropatia endémica dos Balcãs (BEN), caracterizada pela primeira vez na década de 1950 no sudeste da Europa, foi mais tarde identificada como sendo também o resultado do consumo de ácido aristolóquico (AA). A BEN é mais lentamente progressiva do que a nefrite que se observa na CHN, mas é provavelmente causada por uma exposição de baixo nível ao AA, possivelmente a partir da contaminação de sementes de farinha de trigo por uma planta da família das Aristolochiaceae, a Aristolochia clematitis. A CHN e a BEN são abrangidas pelo que é atualmente conhecido como nefropatia do ácido aristolóquico, o sintoma predominante do envenenamento por AA.
Um estudo publicado na revista Science Translational Medicine, em outubro de 2017, revelou a existência de um elevado número de casos de cancro do fígado na Ásia, nomeadamente em Taiwan, que apresentavam a assinatura mutacional bem definida dos ácidos aristolóquicos. A mesma relação foi encontrada no Vietname e noutros países do Sudeste Asiático. Este facto foi comparado com taxas muito mais baixas encontradas na Europa e na América do Norte.

### Mecanismo de ação
O mecanismo de ação exato do ácido aristolóquico não é conhecido, especialmente no que diz respeito à nefropatia. Pensa-se que os efeitos carcinogénicos do ácido aristolóquico resultam da mutação do gene supressor de tumores TP53, que parece ser exclusivo da carcinogénese associada ao ácido aristolóquico.
A nefropatia causada pelo consumo de ácido aristolóquico não é mecanicamente compreendida, mas os aductos de ADN característicos das mutações induzidas pelo ácido aristolóquico são encontrados nos rins de pacientes com AAN, indicando que estes podem desempenhar um papel.

### Sintomas e diagnóstico
A exposição ao ácido aristolóquico está associada a uma elevada incidência de tumorigénese uroepitelial, e ligada ao aumento da incidência do cancro urotelial. Uma vez que o ácido aristolóquico é um mutagénico, provoca danos ao longo do tempo. Os pacientes são frequentemente diagnosticados pela primeira vez com nefropatia do ácido aristolóquico (AAN), uma nefropatia rapidamente progressiva que os coloca em risco de insuficiência renal e de cancro urotelial. Contudo, o cancro urotelial só é observado muito tempo após o consumo. Um estudo estima que, em média, o cancro detetável se desenvolve dez anos após o início do consumo diário de ácido aristolóquico.
Um doente que se pensa ter AAN pode ser confirmado através da análise fitoquímica dos produtos vegetais consumidos e da deteção de aductos de ADN de aristolactama nas células renais, pois o ácido aristolóquico é metabolizado em aristolactama. Além disso, as proteínas mutadas nos cancros renais em resultado da transversão dos pares A:T para T:A são carateristicamente observadas nas mutações induzidas pelo ácido aristolóquico. Em alguns casos, a deteção precoce, que resulta na cessação do consumo de produtos de Aristolochia, pode permitir a reversão da lesão renal.

O aristolactama I tem R1=R2=H, R3=OMe; são conhecidos vários outros produtos naturais relacionados com grupos R de H, OH ou OMe

### Farmacologia
Uma vez ingerido por via oral, o ácido aristolóquico I é absorvido através do trato gastrointestinal para a corrente sanguínea. É distribuído por todo o corpo através da corrente sanguínea.
Os ácidos aristolóquicos são metabolizados pelas vias de oxidação e redução, ou metabolismo de fase I. A redução do ácido aristolóquico I produz aristolactama I que foi observado na urina. O processamento posterior do aristolactama I por O-desmetilação resulta no aristolactama Ia, o metabolito primário. Além disso, a nitroredução dá origem a um ião N-acilnitrénio, que pode formar aductos de bases de ADN, conferindo assim ao ácido aristolóquico I as suas propriedades mutagénicas.
Os aductos de aristolactama I que se ligam ao ADN são extremamente estáveis; foram detectados em amostras de biópsias de doentes colhidas 20 anos após a exposição a plantas que contêm ácido aristolóquico.
A excreção dos ácidos aristolóquicos e dos seus metabolitos faz-se através da urina.

## Regulação
Em abril de 2001, a Food and Drug Administration emitiu um alerta para a saúde dos consumidores contra o consumo de produtos botânicos, vendidos como medicina tradicional ou como ingredientes de suplementos dietéticos, que contêm ácido aristolóquico. A agência advertiu que o consumo de produtos contendo ácido aristolóquico estava associado a danos permanentes nos rins, resultando por vezes em insuficiência renal que exigiu diálise ou transplante renal. Além disso, alguns pacientes desenvolveram certos tipos de cancro, que ocorrem mais frequentemente no trato urinário.
Em agosto de 2013, dois estudos identificaram uma assinatura mutacional do ácido aristolóquico em doentes com cancro do trato urinário superior de Taiwan. O efeito carcinogénico é o mais potente encontrado até agora, excedendo a quantidade de mutações no cancro do pulmão induzido pelo tabaco e no melanoma em resultado da exposição aos raios UV. A exposição ao ácido aristolóquico pode também causar certos tipos de cancro do fígado.